# Стојан Стојанчић Павловић
Стојан Стојанчић Павловић (Кисиљево, 1835 — Пожаревац, 1919) био је српски трговац, председник пожаревачке општине и посланик у Народној скупштини. Био је отац Данице Павловић-Барили и деда Милене Павловић-Барили. Супруга Боса је била више деценија председница Кола српских сестара у Пожаревцу.

## Биографија
Рођен је 1835. године у селу Kисиљеву. Бавио се трговином дуваном и лагано напредовао на друштвеној лествици, вођен вредношћу и штедљивошћу. Оженио се ћерком среског начелника Анте Павловића, Босом, Kарађорђевом праунуком. Два пута је биран за председника пожареваčке општине. Први пут у периоду од 1881. до 1882. године, а други пут је ову функцију обављао од 1896. до 1898. године.
Био је и посланик у Народној скупштини као представник Напредњачке странке од 1881. до 1883. године. Док је био председник општине, покренуо је заједно са инжењером Далековићем, израду насипа за одбрану од Мораве која се изливала скоро сваке године. Организовао је калдрмисање улица и изван најужег центра и уредио градски парк. Био је на челу Одбора за подизање споменика кнезу Милошу Обреновићу. 
Одликован је Орденом Таковским крстом IV степена. Умро је 1919. године у Пожаревцу.	